# The War of the Worlds
The War of the Worlds – gra komputerowa oparta na motywach albumu koncepcyjnego Jeffa Wayne’a Jeff Wayne’s Musical Version of The War of the Worlds, który z kolei powstał na motywach powieści Herberta George’a Wellsa Wojna światów.

## Fabuła
Rok 1898. Angielski profesor astronomii przez teleskop zauważa dziwny obiekt nadlatujący z Marsa. Zostaje o tym poinformowany sam generał. Dostaje list w którym dowiaduje się iż, na terenach środkowej Anglii ląduje (a raczej upada) meteoryt z wielką stalową śrubą z tyłu. Dziwne zjawisko przyciąga gapiów i przywodzi za sobą brytyjskie wojsko uzbrojone w armaty. Zdarzenie to obserwuje również profesor który od dawna obserwował nadlatujący obiekt przez teleskop. Po kilku minutach śruba odkręca się i z hukiem spada na ziemię. Nagle ze środka skały wypełza na podnośniku obca istota, Marsjanin. Większość ludzi zaczyna uciekać w panice w momencie pojawienia się kosmity, lecz profesor skupia na sobie jego uwagę. Po kilku sekundach zostaje spalony przez miotacz promieni ognistych. Jeden z towarzyszących mu ludzi zaczyna uciekać, po chwili robią to też pozostali. Jeden z nich, jak się okazuje, można powiedzieć, główny bohater filmu wprowadzającego (intra), wsiada do odjeżdżającego pociągu na pobliskiej stacji. Jadąc przez las i obserwując z daleka pole bitwy zauważa eksplozję. Narrator, opowiadający o tym zdarzeniu (z którego opowieści można poznać całą fabułę przed rozpoczęciem właściwej rozgrywki) informuje nas o tym że rozpoczął się „upadek Ziemi”. Film wprowadzający kończy się w momencie gdy widoczny na początku generał, pod koniec zebrania życzy nam powodzenia.